# Дража вас
Дража вас (словен. Draža vas) је насељено место у општини Словенске Коњице, Савињска регија, Словенија.

## Историја
До територијалне реорганизације у Словенији био је у саставу старе општине Словенске Коњице.

## Становништво
У попису становништва из 2011. године, Дража вас је имао 518 становника.
| Број становника према пописима | Број становника према пописима | Број становника према пописима |
| ------------------------------ | ------------------------------ | ------------------------------ |
| 1991                           | 2002                           | 2011                           |
| 484                            | 487                            | 518                            |

Напомена: Године 1998. умањено за део насеља који је припојен насељу Тепање. Године 2007. извршена је мања размена територије између насеља Дража вас и Жиче.